# سنغامبيا
سنغامبيا اسم تاريخي لمنطقة جغرافية في غرب إفريقيا تقع بين نهر السنغال في الشمال ونهر غامبيا في الجنوب. وربما يطلقه البعض على المنطقة الغربية والمناطق الساحلية بين السنغال وسيراليون.